# Карол Месарош
Карол Месарош (словац. Karol Mészáros, нар. 25 липня 1993, Галанта) — словацький футболіст, нападник клубу «Слован».
Виступав, зокрема, за клуб «Слован», а також молодіжну збірну Словаччини.

## Клубна кар'єра
У дорослому футболі дебютував 2011 року виступами за команду клубу «Слован», в якій провів два сезони, взявши участь у 23 матчах чемпіонату.
Протягом 2013 року захищав кольори команди клубу «ВіОн», де грав на правах оренди.
До складу клубу «Слован» повернувся 2013 року. Відтоді встиг відіграти за команду з Братислави 55 матчів в національному чемпіонаті.

## Виступи за збірну
У 2012 року залучався до складу молодіжної збірної Словаччини. На молодіжному рівні зіграв у 7 офіційних матчах, забив 1 гол.